# Phosphodiesterase-Hemmer
Phosphodiesterase-Hemmer (PDE-Hemmer) sind Arzneimittel, die Enzyme aus der Gruppe der Phosphodiesterasen hemmen.
Hierbei können entweder nicht-selektiv alle Enzyme dieser Gruppe oder selektiv ein bestimmtes Enzym gehemmt werden.
- Nicht-selektive Phosphodiesterase-Hemmer (PDE-Hemmer): Methylxanthine[1] wie Koffein,[2] Theophyllin,[3] Theobromin,[4] die unspezifisch verschiedene Phosphodiesterasen hemmen. Theophyllin wird zur Behandlung chronischer Lungenerkrankungen, insbesondere der chronisch-obstruktiven Lungenkrankheit eingesetzt. Ein weiterer unspezifischer PDE-Hemmer ist das zur Behandlung der koronaren Herzkrankheit eingesetzte Trapidil.
- Selektive Phosphodiesterase-Hemmer
  - PDE-3-Hemmer bei akuter Herzinsuffizienz
  - PDE-4-Hemmer bei chronischen Lungenerkrankungen und bei Plaque-Psoriasis/Psoriasis-Arthritis
  - PDE-5-Hemmer bei erektiler Dysfunktion und bei pulmonaler Hypertonie

Einer jüngeren Übersichtsarbeit zufolge sind PDE-Hemmer – insbesondere PDE-2-Hemmer und PDE-9-Hemmer – vielversprechende Stoffe zur Verbesserung der Kognition. Hier gelte es PDE-Hemmer zu entwickeln, die nur wenig Nebenwirkungen haben.